# Pontelungo (Pistoia)
Pontelungo è una zona del comune di Pistoia posta a circa 2 km ad ovest del centro cittadino.
L'abitato principale si sviluppa lungo l'antica direttrice che conduce a Lucca appena oltre il ponte che attraversa l'Ombrone Pistoiese, di origine romana come testimoniato dalle fondamenta delle due pile in pietra e mattoni parzialmente leggibili ancora oggi.
Grazie alla sua posizione nei pressi della confluenza del torrente Vincio di Montagnana con l'Ombrone, fu sede di alcuni opifici (filande e gualchiere) importanti nonché di locande che accoglievano i viaggiatori in arrivo da Lucca.
Nelle sue vicinanze si trova l'antico castello longobardo di Solaio, di proprietà dei Conti Guidi e di cui rimane ancora il toponimo. Il paese è dominato dal colle di Giaccherino sulla cui sommità sorge tuttora il grande complesso del convento omonimo, fondato in epoca rinascimentale, è stato uno dei principali seminari francescani dell'Italia centrale fino agli anni '60. Lungo i pendii del colle sono tuttora visibili le tracce dell'antica Strada Lucense di epoca medievale.
Per secoli legata all'agricoltura tradizionale, l'economia di Pontelungo è oggi basata principalmente sulle attività florovivaistiche.